# Slava III – Pieśni Słowian Zachodnich
Slava III – Pieśni Słowian Zachodnich – album studyjny polskiego zespołu folkowego Percival. Wydawnictwo ukazało się 4 czerwca 2018 nakładem RedBaaron Records. Jest to trzecia część serii Slava poświęcona muzyce słowiańskiej. Pierwsza część to Slava! Pieśni Słowian Południowych, druga Slava II – Pieśni Słowian Wschodnich, czwarta Slava IV – Pieśni Słowian Przyszłości.
Na albumie znalazło się osiemnaście utworów, z czego większość stanowią wybrane pieśni Słowian zachodnich m.in. Polaków, Czechów, Słowaków, Serbo-Łużyczan oraz innych regionów zachodnich Słowian. Utwory zawarte na tym albumie to głównie pieśni obrzędowe, weselne i wiosenne.
Na albumie gościnnie wystąpił również zaprzyjaźniony zespół Jar.
Album zdobył Wirtualne Gęśle za rok 2018.

## Lista utworów
| Nr  | Tytuł utworu              | Tytuł (współcześnie)          | Region                  | Długość |
| --- | ------------------------- | ----------------------------- | ----------------------- | ------- |
| 1.  | „Skowroneczek śpiwa”      | „Skowroneczek śpiewa”         | Kujawy                  | 4:23    |
| 2.  | „O, mój wianku lawendowy” |                               | Kujawy                  | 1:59    |
| 3.  | „A któż moji kosy rosy”   | „A któż moje włosy rozplecie” | Zamojszczyzna           | 3:15    |
| 4.  | „Husičky”                 | „Gęsi”                        | Morawy                  | 3:07    |
| 5.  | „Mařeno krasna”           | „Piękna Marzanno”             | Śląsk, Czechy, Słowacja | 3:09    |
| 6.  | „Pada deżdżyk”            | „Pada deszczyk”               | Suwalszczyzna           | 2:23    |
| 7.  | „Oj lulaj”                |                               | Lubelszczyzna           | 4:17    |
| 8.  | „Potocyła”                | „Potoczyła”                   | Polska                  | 3:41    |
| 9.  | „Chmielu”                 | „Oj, chmielu”                 | Polska                  | 5:12    |
| 10. | „Stworzona je koza”       | „Stworzona jest koza”         | Lubelszczyzna           | 3:10    |
| 11. | „Pada dižď”               | „Pada deszcz”                 | Centralna Słowacja      | 3:11    |
| 12. | „Koulelo”                 | „Okrągłe”                     | Czechy                  | 2:33    |
| 13. | „Wichman”                 | „Wichman”                     | Czechy, Polska          | 5:59    |
| 14. | „Serbow dobyča”           | „Serbska zdobycz”             | Łużyce                  | 4:57    |
| 15. | „Wele wetka”              | „Welewita”                    | Kaszuby                 | 2:04    |
| 16. | „Ej jaki ši Maričko”      | „Hej, co z tego, Marika”      | Słowacja                | 2:49    |
| 17. | „Morena”                  | „Marzanna”                    | Słowacja                | 2:57    |
| 18. | „Marzanecka”              | „Marzanna”                    | Śląsk Opolski           | 3:51    |
|     |                           |                               |                         | 1:02:57 |